# 岩根沢三山神社
岩根沢三山神社（いわねさわさんざんじんじゃ）は、山形県西村山郡西川町岩根沢にある神社である。正式社号は「月山神社出羽神社湯殿山神社摂社 月山出羽湯殿山三神社（旧日月寺）」、通称「岩根沢三山神社」である。出羽三山の羽黒山山頂にある、出羽三山神社が管理しており、出羽三山神社岩根沢社務所とも呼ばれている。もとは長耀山日月寺という天台宗寺院であり、月山神社の別当寺であった。旧社格は無格社。

## 祭神
月山
月読神
羽黒山
稲倉魂命
湯殿山
大山祇神、大己貴命、少彦名命

## 地理

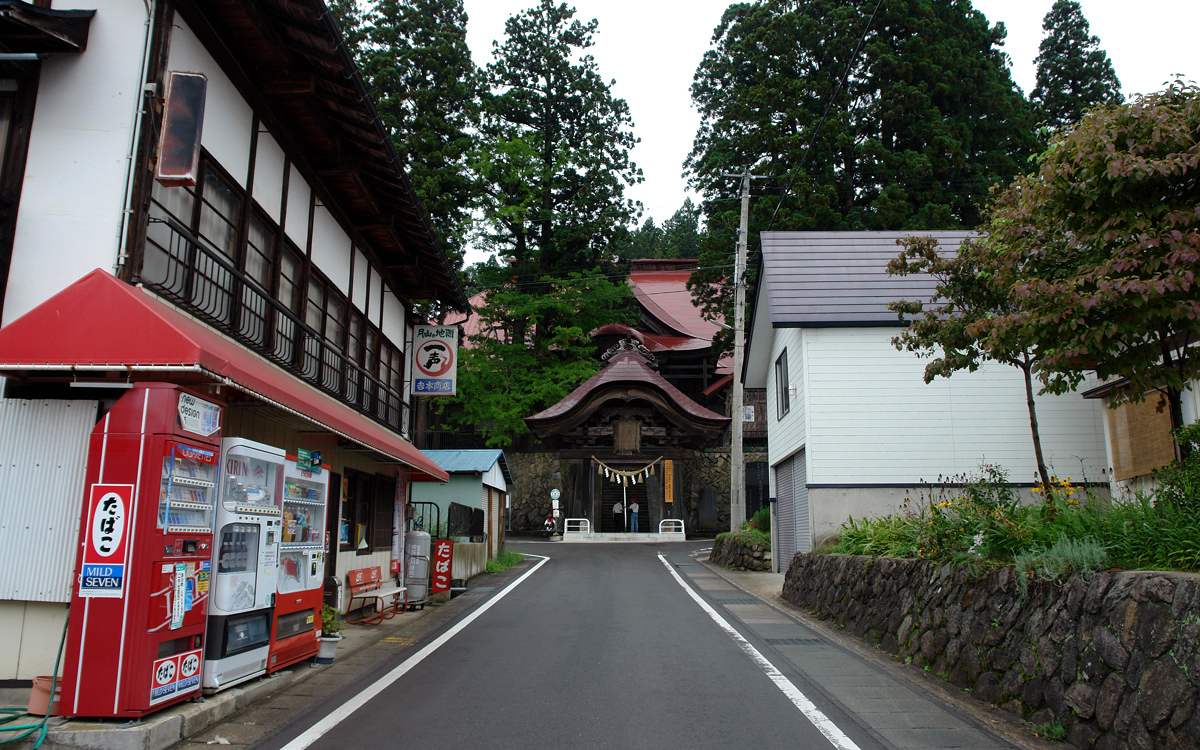
遠景

岩根沢は、西川町中心部の間沢から北へと山間部に進んだ奥にある。ここから月山への登山道があるため、出羽三山への主要な登山口となっている。
なお、岩根沢地区は、現在も岩根沢三山神社の門前町の色彩を色濃く残している。神社前には宿坊が立ち並んでおり、出羽三山の行者が当地に伝えたとされる秘伝の豆腐「六浄豆腐」が作られている。「六浄豆腐」は全国でも、現在では岩根沢でしか見られない。

## 歴史
日月寺は、嘉慶元年（1387年）、清亮の開基とされる。修験道では月山の登拝口として重視されるとともに、月山神社の別当寺として篤く信仰された。月山の祭神である月読神の本地仏として、阿弥陀如来への信仰も篤かった。
当初は真言宗であったが、江戸時代初期に、羽黒山寂光寺(現出羽神社)の天宥上人が、当時徳川家に保護されていた天台宗に注目して改宗したのに併せて、日月寺も同宗に改宗、輪王寺の直末寺となった。
天宥上人は日月寺の出身であったため、湯殿山派諸寺が江戸期の改宗に関わる騒動以降、寂光寺との対立が絶えなかったのに対し、羽黒山と月山は良好な関係を保った。寂光寺の僧が江戸に出かける際は、行者装束で寂光寺から月山へ登り、日月寺にて旅装に改めてから江戸へと旅立ったのだという。
日月寺の伽藍は火災によりたびたび焼失している。記録にあるだけでも、寛文7年（1667年）、延享元年（1744年）、天保7年（1836年）と3度焼失している。現存の建物は、天保12年（1841年）に建立されたものである。
明治時代初期の神仏分離令により、明治3年（1870年）、寺号を廃して神社となった。その際、出羽三山神社岩根沢社務所が設置され、出羽神社と湯殿山神社の祭神も、あわせて主祭神となった。羽黒山が、いち早く神社への転換を行った結果、廃仏毀釈が極端になり、寺社文物ともに破却されたのに比べると、伽藍が良好に残されている。
平成12年（2000年）、岩根沢三山神社の本殿(旧日月寺本堂)が、国の重要文化財に指定された。

## 境内
- 山門
- 本殿（旧本堂）：重要文化財
- 鐘楼
- 要害神社（旧大日堂）
- 祖霊社（旧地蔵堂）
- 墓地

## 文化財

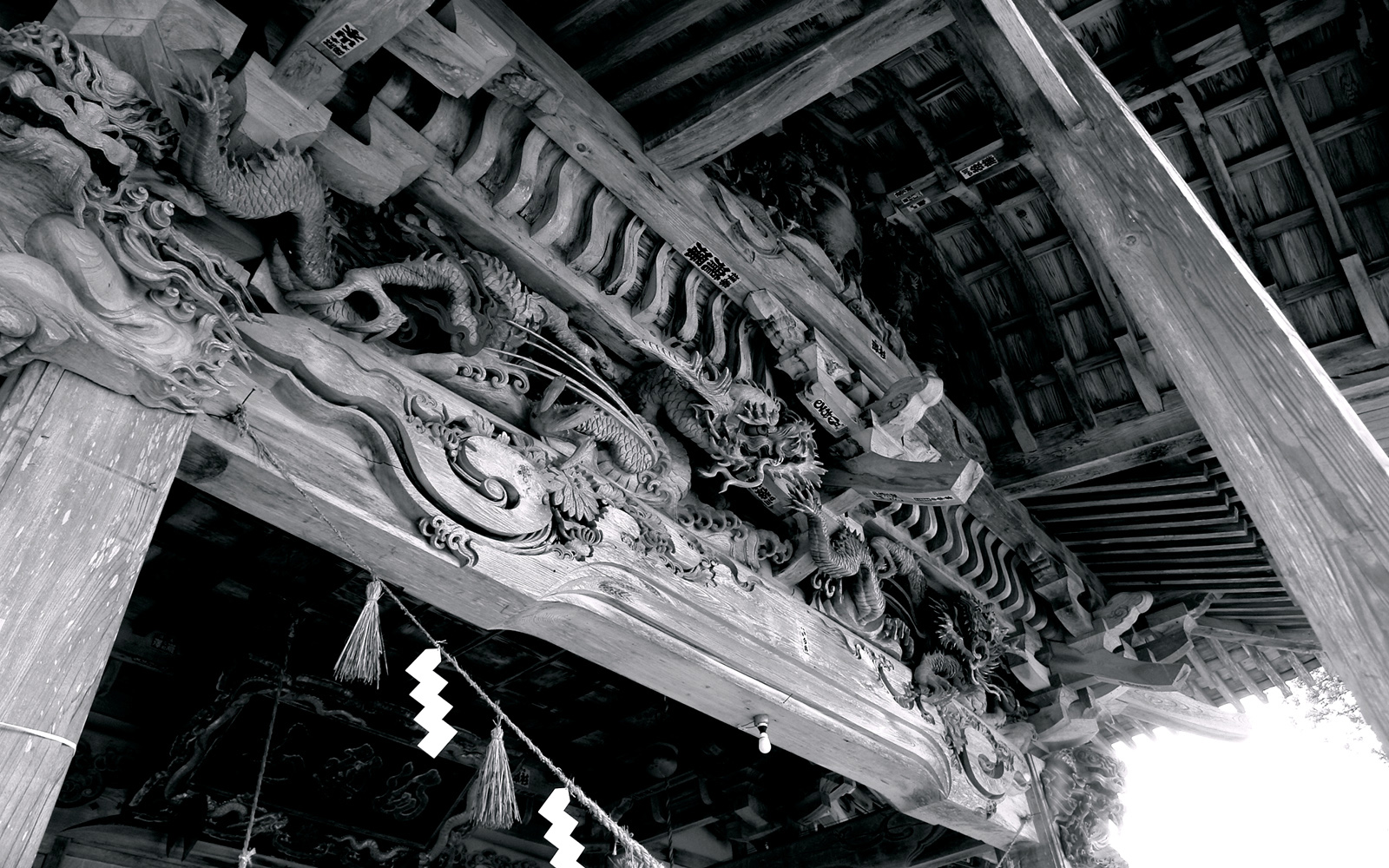
向拝の雲龍

本殿（重要文化財）
岩根沢三山神社の本殿は、前述の通り天保12年（1841年）に落慶し、安政5年（1858年）に向拝が付加された。明治初期の廃仏毀釈により、神仏習合の形態だった日本各地の修験道寺院は軒並み破却されたが、旧日月寺は破却を免れ、仏式から神式に変更するための最低限の改修に留まった。そのため、往時の修験道寺院建築の特徴を今に残す貴重な文化財として評価されている。重要文化財指定名称は「月山神社出羽神社湯殿山神社摂社月山出羽湯殿山三神社社殿（旧日月寺本堂）一棟」である。
本建物は、仏堂、客殿、座敷、庫裏等を、全て一つの建物内に納めた複合建築とする点に特色がある。寄棟造、一部2階建、桁行66.9メートル、梁間22.5メートルという大規模な建築物で、東北地方では最大規模の木造建築物である。建物の西半分は、西端が5室からなる座敷、その東に接して仏堂（明治以降は神式に改造）があり、仏堂の東は床（とこ）・棚を設けた客殿である。仏堂の手前には入母屋屋根に唐破風を設けた向拝（玄関）がある。建物の東半分は社務所、奥座敷、庫裏等にあてられている。庫裏にある大賄部屋には径3尺（約90センチメートル）の八角柱6本が立ち、このうち西側の2本の柱には、等身大の恵比寿・大黒天の木像が安置されている。他にも、本殿正面にある梁に、龍や司馬光甕破りの彫刻などが残されており、高山文五郎作と伝えられている。

## 祭事
9月の第二週日曜日に例大祭が行われる。この際、岩根沢三山神社や要害神社で、「岩根沢三山神社太々神楽」が奉納される。この神楽は、神仏分離で、岩根沢三山神社となったことを記念し、福島県伊達郡から伝えられた里神楽であると言われており、山形県では珍しい出雲流神楽である。
演目は、大延舞(大山祇命)、大国舞(大国主命)、宇賀舞(稲倉魂命)など多くのものがある。特に、白いキツネの面を付け、軽妙に舞う宇賀舞では、舞の後段で、菓子を観客や参加者に撒き、観客は手を広げて菓子を受け取ろうとするなど、観客と一体になり繰り広げられ、人気が高い。